# Haludaria fasciata
Haludaria fasciata — можлива назва українською Барбус-панда — субтропічна прісноводна риба роду Haludaria родини коропових. Вперше описана у 1849 році. З латинської мови «fascia» — смуга, стрічка.
Зустрічається в річках, струмках та озерах південної Індії.
Поширена як акваріумна риба. В акваріумах появилась порівняно недавно. Рибка доволі вимоглива до умов утримання.

## Поширення

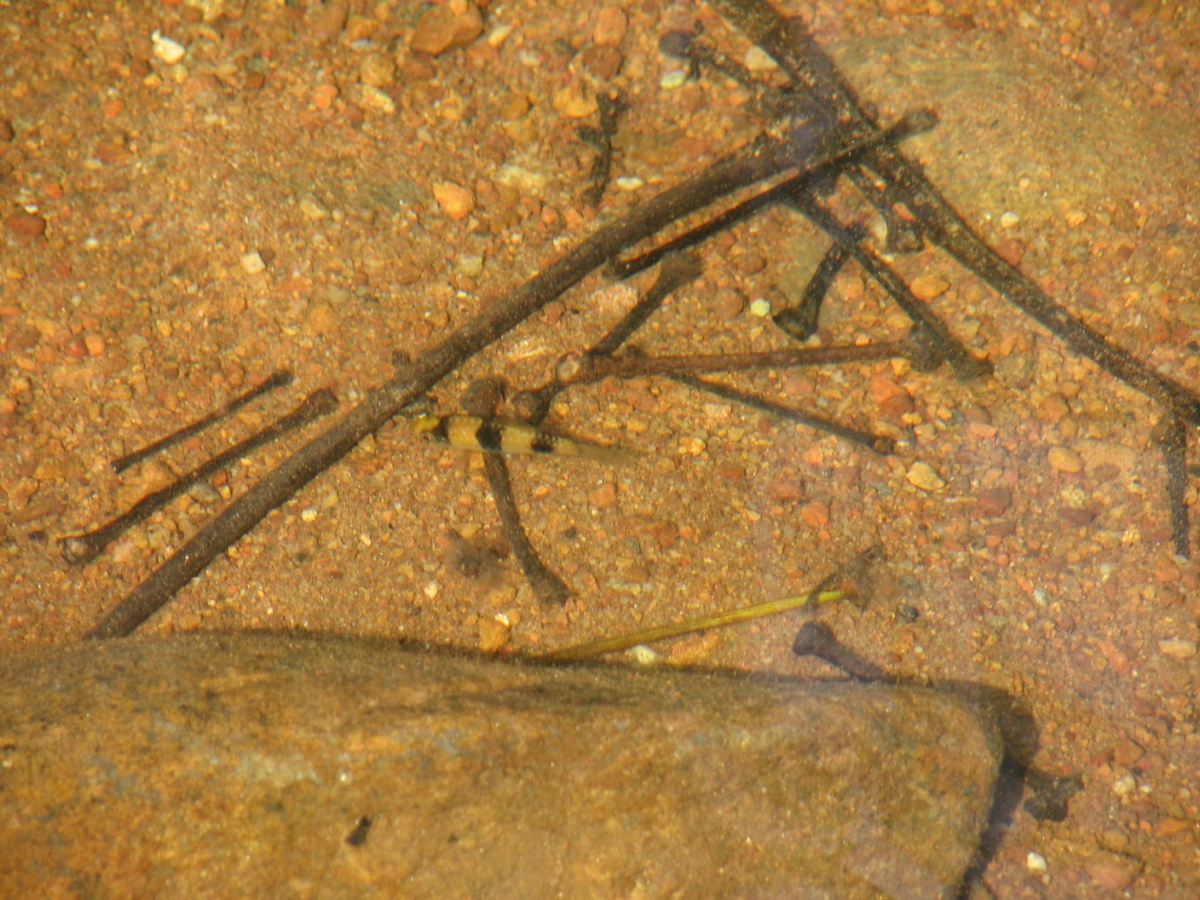
Барбус-панда в природному середовищі.

Зустрічається в різноманітних біотопах — від дрібних потічків та гірських струмків до великих річок, а також в іригаційних каналах, ставках, озерах і канавах південно-західної Індії. Поширена в штатах Тамілнад, Керала, Карнатака та Гоа.
Надає перевагу спокійним зонам з дном вкритим густою рослинністю чи опалим листям.
Існує декілька географічно ізольованих варіантів забарвлення та розташування плям на тілі в залежності від місця та умов проживання. Для популяцій у верхів'ях річок чи гірських струмках характерне помаранчеве забарвлення, а для риб з більш низьких висот — червонувате.

## Опис риби
Тіло барбуса видовжене, профіль спини вигнутий. Рот з одною парою вусиків. Хвостовий плавець дволопастний. Основний тон забарвлення від помаранчевого до червоного. Тіло барбуса вкрите великими темними плямами розташування яких може бути різне, однак дві широкі смуги — за оком і біля спинного плавця присутні завжди. Забарвлення самця більш насичене, плавці червонуваті. У період нересту самець набуває темно-червоного кольору. Тіло самки забарвлене блідіше, з жовтуватим відтінком та світлішими плямами, плавці прозорі.
Риба в акваріумі завдовжки до 7 см., в природі може досягати 15 см.

## Розмноження
Статева зрілість настає у віці 6-9-ти місяців. Самка відкладає до 300 ікринок. Діаметр ікринок приблизно 1,3 мм. Нерест проходить в заростях дрібнолистових рослин. Ікра дозріває 24-48 годин, а ще через 4 дні мальки починають плавати та самостійно харчуватися.

## Утримування та розмноження в акваріумах
Барбус-панда  — мирна зграйна рибка, тому її варто утримувати в кількості не менше 5 осіб з такими ж мирними рибами, за винятком риб з вуалевими плавниками. При одиночному утриманні рибка стає малорухливою та дуже лякливою. Для цих барбусів необхідний просторий (від 100 літрів) акваріум з вільним місцем для плавання та густими заростями рослинності біля задньої стінки та з боків акваріума. При утримуванні у невеликих акваріумах самці можуть бути агресивними щодо самок.
Ґрунт бажано піщаний. Освітлення має бути приглушеним і розсіяним, тому слід помістити в акваріум трохи плаваючих акваріумних рослин. Сильне освітлення є для цього виду барбусів сильним подразником і рибки стають полохливими.
Рибка всеїдна, підходить будь-який живий, рослинний чи комбінований корм, а також сухі корми.
Параметри води:
- Температура — 22—26 °C,
- Жорсткість — від 7 до 9 dH,
- Кислотність — pH 6.0-7.5.
- необхідна потужна аерація і фільтрація води. Вода повинна бути чистою, насиченою киснем, без великої кількості органіки.

Нерестовище повинне бути просторим, з пучками дрібнолистої рослинності та сепараторною сіткою на дні. Перед нерестом риб розсаджують на 1-2 тижні і посилено годують. На нерест риб саджають парами. Акваріума довжиною 50 см достатньо для 3 пар барбусів. Параметри води приблизно такі: температура 26 °C, кислотність до 6.5 pH, жорсткість 10 dH. Після нересту риб негайно відсаджують. Початковий корм для мальків: наупліус циклопів та артемії.